# 隆德寺
27°19′55″N 88°36′07″E / 27.33194°N 88.60194°E

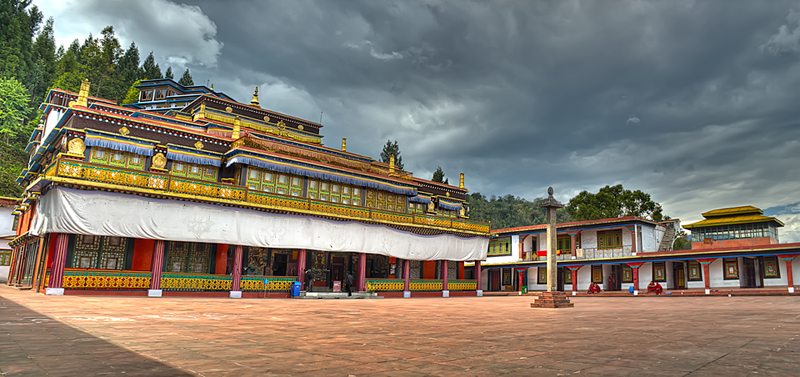
隆德寺

隆德寺（藏語：རུམ་ཐེག་དགོན་པ་，威利转写：rum theg dgon pa）位于锡金，是藏传佛教噶举派在西藏楚布寺之外的駐錫地，距锡金邦首府甘托克约24公里。该寺是第十六世噶玛巴讓炯日佩多傑于1960年代建造，此后成为噶玛巴的驻锡地和噶举派海外总部，称为隆德寺法轮中心。

## 建寺背景
1959年，在与中国政府冲突之后，大批藏人离开西藏，流亡海外。第十六世噶玛巴亦离开位于拉萨附近的主寺楚布寺，前往不丹，并在那里接到锡金国王塔希·納姆加爾的正式邀请，转赴锡金。由于担心短期内无法返回西藏导致佛行事业中断，噶玛巴决定在锡金建立新的主寺，地址选在第九世噶玛巴所建的一座旧寺院附近。整个工程得到当时尼赫鲁领导的印度政府和锡金王室的财力支持，于1962年动工，1966年1月1日正式启用，第十六世噶玛巴为其命名为“嘉华噶玛巴的宝座：一个用来教学及修持佛法的中心”。

## 寺院概况
隆德寺法轮中心包括隆德寺本寺、竹札宜翁桑登林、噶玛师利那澜陀学院、噶玛德千确林几个部分。隆德寺是锡金第一座完全按西藏传统风格所兴建的寺院，墙上有丰富的佛教壁画和浮雕。

## 照片集錦

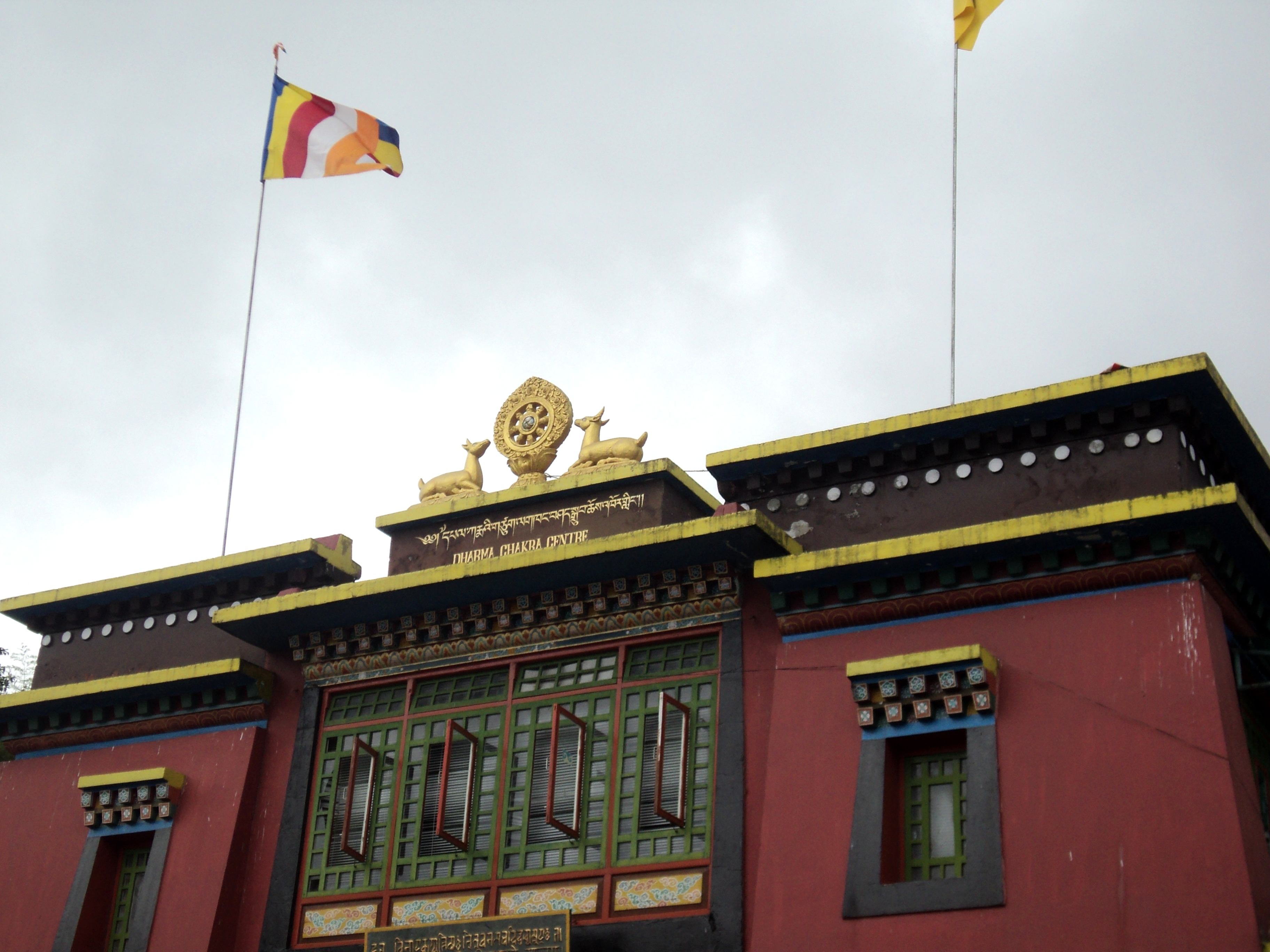
法輪中心
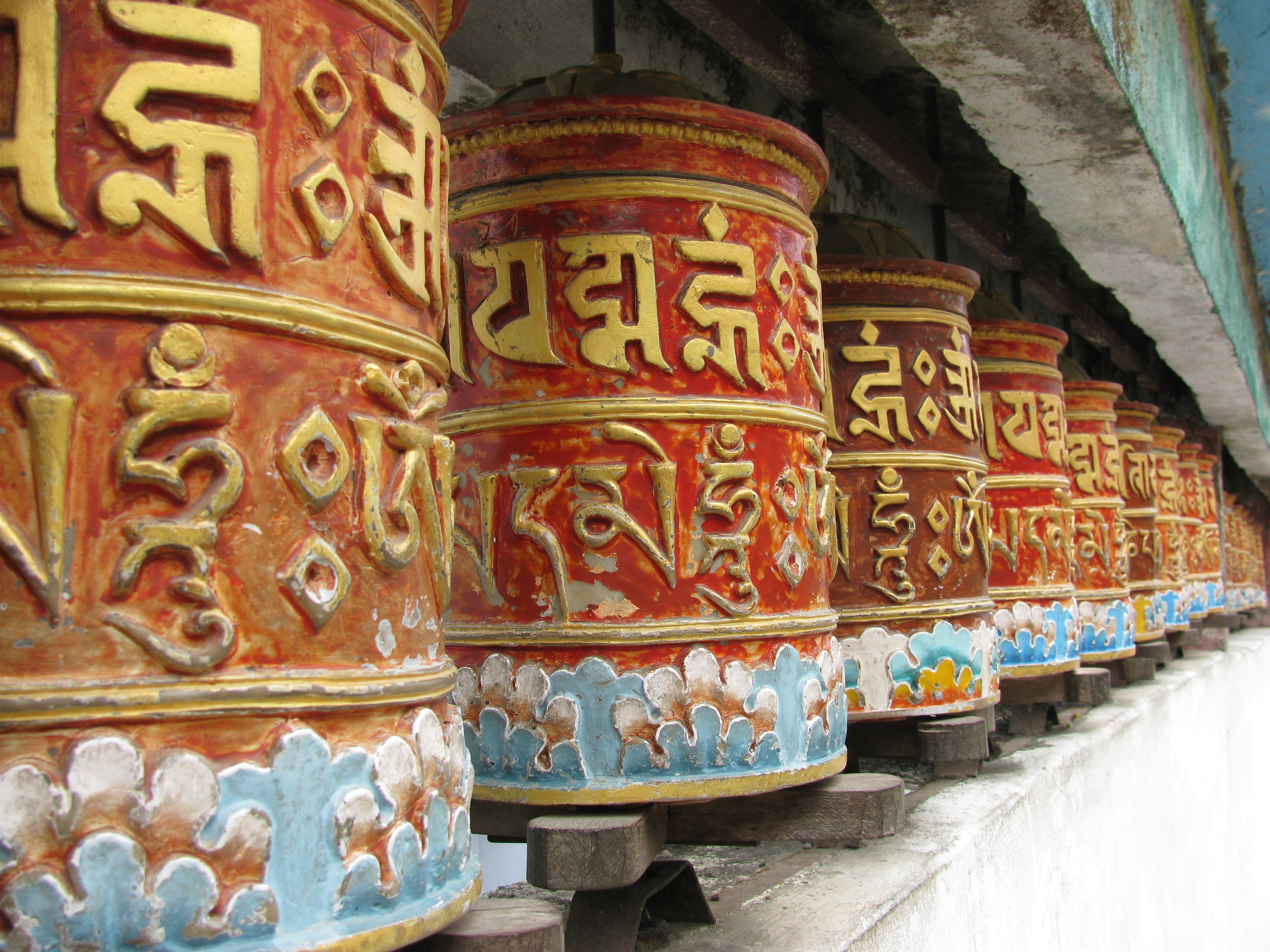
寺中的轉經筒
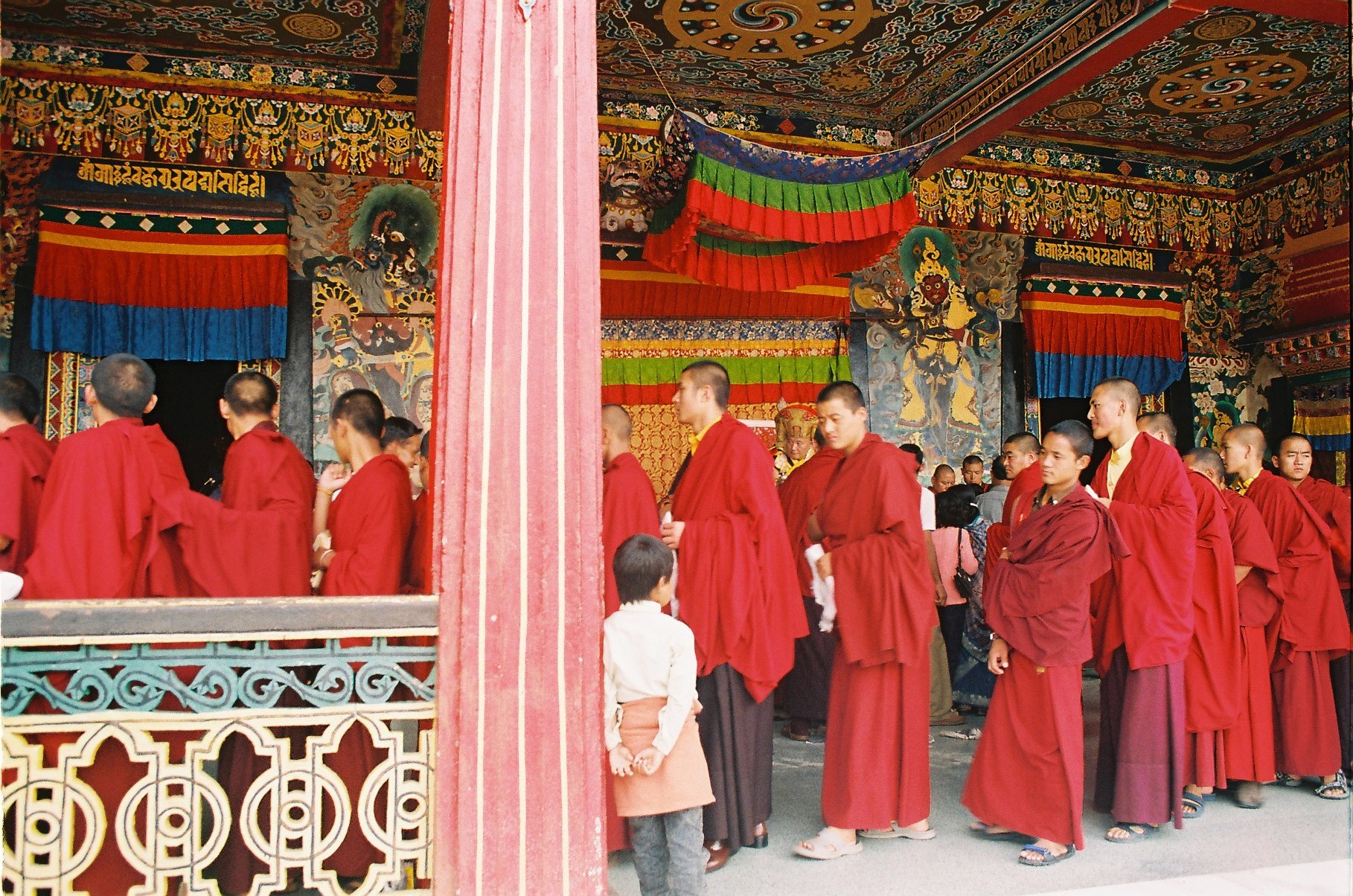
寺中學僧
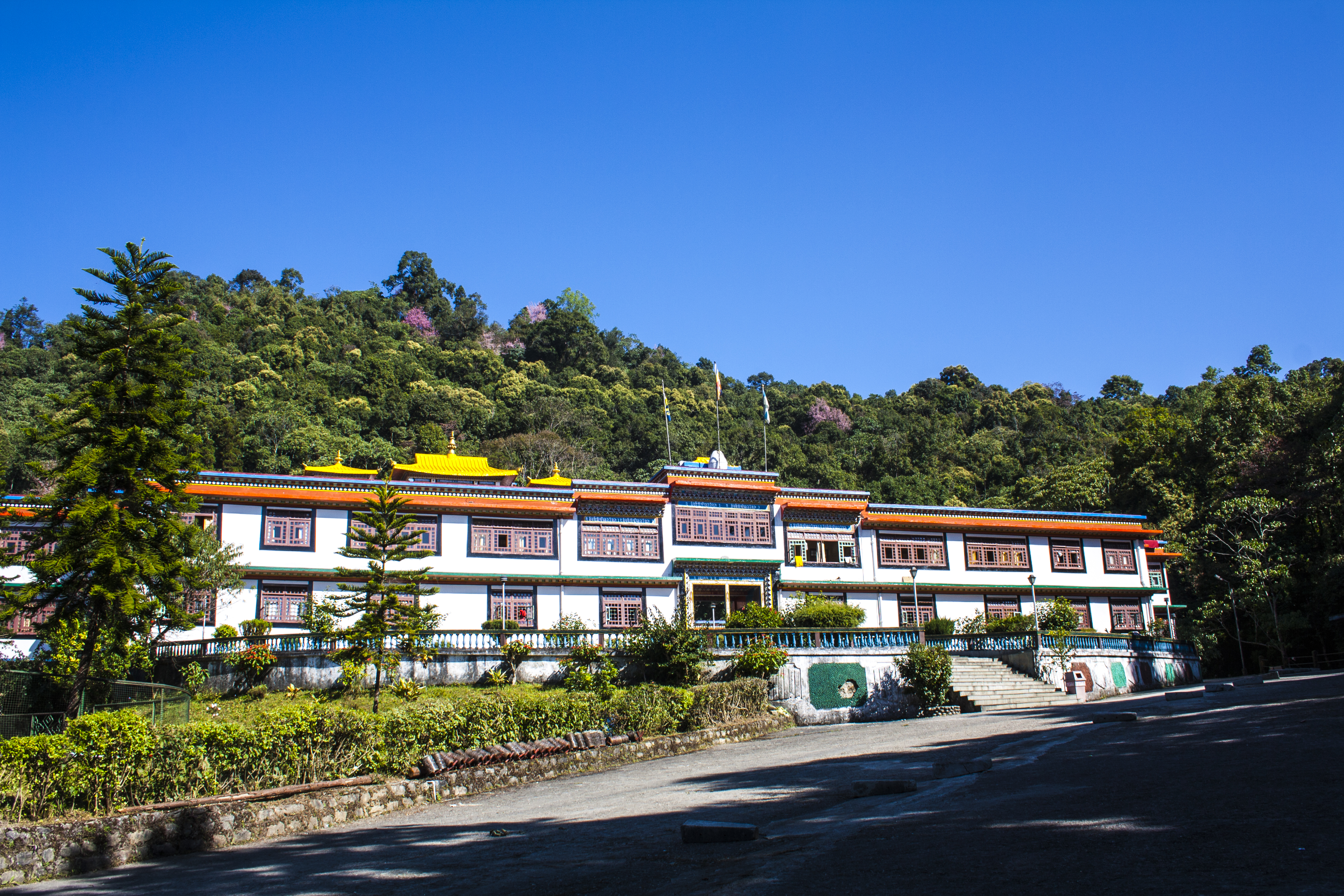
隆德寺正面
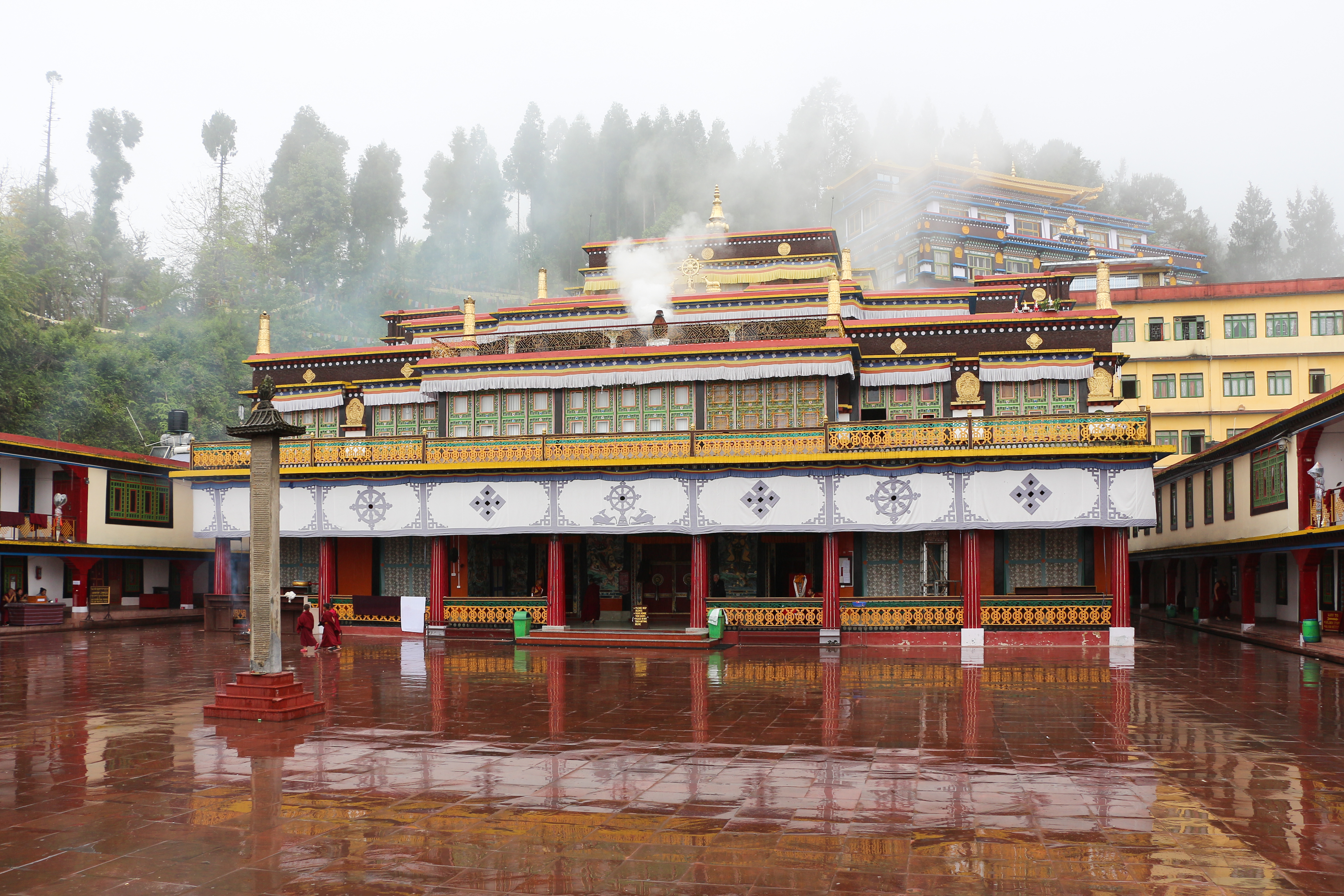
隆德寺
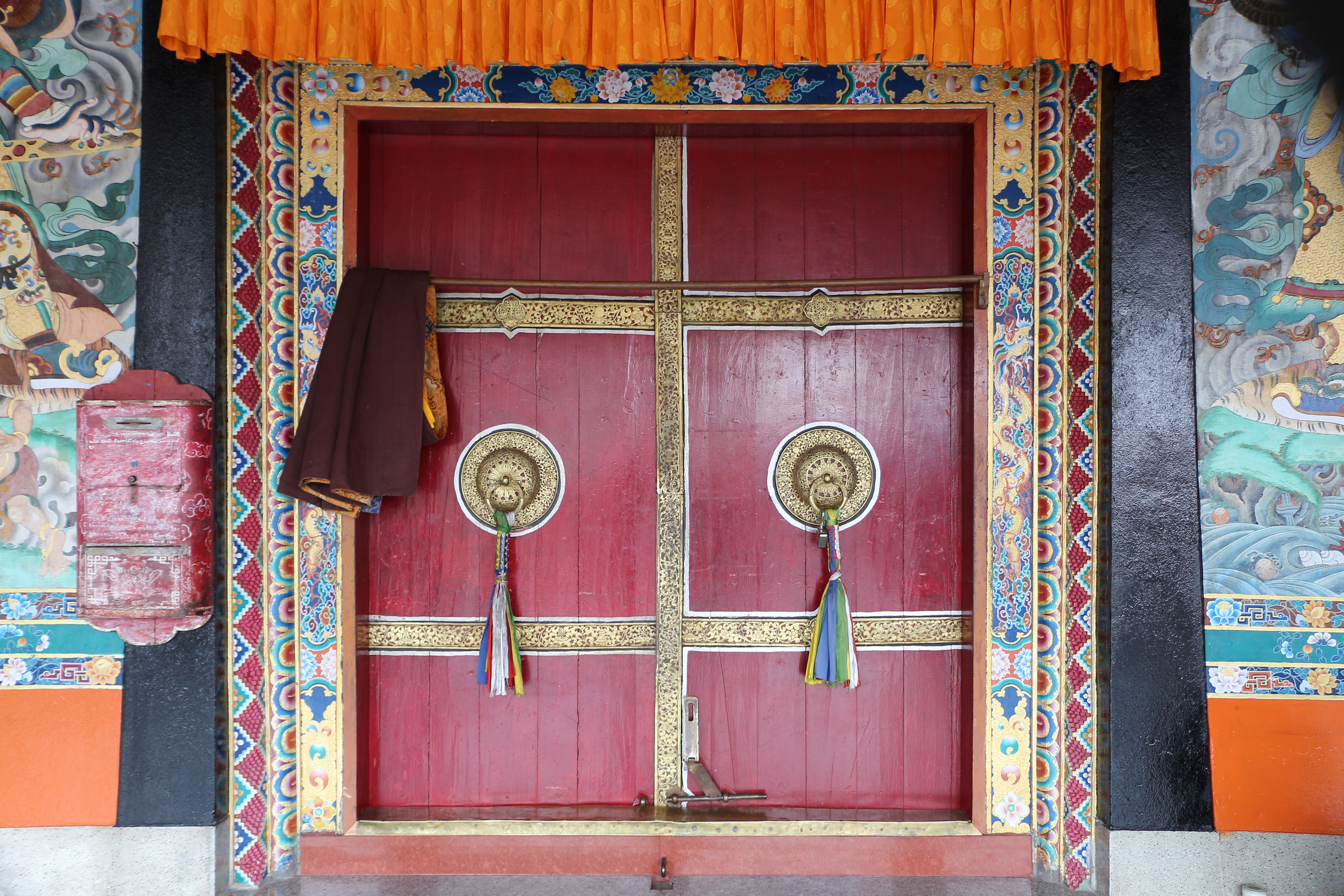
隆德寺門